# 최도원 (1971년)
최도원(崔道遠, 1971년 5월 30일 ~ ) 대한민국 가수, 대학 교수, 음악/뮤지컬 작곡가/프로듀서

## 학력
- 단국대학교 대중문화예술대학원 공연예술과 공연예술학 석사(뮤지컬/연극 제작/연출/연기)
- 명지전문대학교 음악전문 학사(실기교사 교원자격 취득)
- 선린상업고등학교 정보처리과

## 교수, 강의 활동
- 단국대학교 예술디자인대학 공연영화학부
- 명지전문대학교 실용음악과 실용음악/뮤지컬 지도 교수(교수업적 전담)
- 경복대학교 음악과 보컬전공 교수
- 연세대학교 미래교육원 노래지도자학과 보이스 클리닉 출강

## 가수 활동
1995년에 아낌없이 주는 나무 1집 '유년시절의 기행'으로 데뷔하여 현재 솔로 앨범으로 활동 중이다. 미성의 보이스컬러로 '아낌없이 주는 나무' 1집과 2집의 메인보컬로 활동하여 '유년시절의 기행', '나만의 회상' 등을 히트시켰다. 미성의 보이스에 호흡이 길고 성량이 풍부하기로 전문가들에게 인정받은 최도원은 아낌없이 주는 나무 2집 활동을 마치고 자신의 몸과 '소리'에 대한 연구 및 개인 트레이닝에 심혈을 기울여 1999년 솔로 1집 'Flying'을 발표하였다. 탤런트 박시은과 듀엣으로 감성 발라드 넘버 '나없는 세상에 남겨진 너에게'로 활동하였다. 2006년 보사노바풍의 '사랑하게 되면...이렇지 말아야지'가 수록된 솔로 2집 앨범 Rebirth&nostalgia를 발표, 팬들에게 최도원만의 여전한 감성을 전하였다.

## 제작/기획
2001년부터 자신이 설립한 두왑(DooWop)엔터테인먼트의 대표로 있으며, 경복대학 실용음악과 교수, 두왑 보컬/연기아카데미 대표, 두왑스튜디오 운영, 한국가요발전소 소속 작곡가, 보컬트레이너 등으로 활동하고 있으며, 2009년에는 놀라운 대회 스타킹 3회 우승자 팝페라가수 김태희를 트레이닝하여 앨범발매를 기획하였다. 2010년에는 신인뮤지컬가수 유대성의 1집 미니앨범을 프로듀싱하여 발매하였고, 2011년 1월에는 소속가수 성현빈의 SP음반을 제작/기획함으로써 음반제작에 박차를 기하였다. 또한 같은 시기 한국화상인협회 홍보이사로 활동하면서 정기공연인 '화상인의 인식개선을 위한 콘서트'를 기획, 프로듀싱 하였다.
2012년에는 대구국제뮤지컬페스티벌(DIMF)의 창작뮤지컬 부문에 지원/당선되어, 코믹/휴먼 뮤지컬 "주그리?우스리? Ver.1."를 제작하였고, 동 작품의 작곡과 편곡등 크리에이티브와 작품의 인큐베이팅 및 프로세싱과정을 진행, 주식회사 두왑의 주관/주최 하였으며, 단국대학교 문화예술대학원 공연예술학과 주임교수 이대현 교수의 연출에 힘 입어, 동 대학원생들과의 협업으로 상업프로덕션 단계의 작품을 제작하였다.
2013.8 서울뮤지컬페스티벌(SMF)-예그린 앙코르에서 우수 작품상을 수상하여 작품의 우수성을 한번 더 검증하였고, 본격적인 뮤지컬 "주그리우스리 Ver.2."를 제작하며 프로듀서로서 제작/작곡/편곡자로서 활동을 시작하는 계기를 마련한다. 2014.1 "디스라이프-주그리우스리 Ver.3." 프로듀서와 작곡, 음악감독등의 직책을 수행하며 작품을 상업공연의 대열에 오르게 하였고, 2014.5 "주그리우스리-딜쿠샤이야기 Ver.4."의 프로듀서, 작곡가, 음악감독으로 활동하였다.

## 작품활동

### [가수/작사/작곡/편곡]
1995 (가수)아낌없이 주는 나무 1집 - 유년시절의 기행, 우수, song7bar
[youtube(HeiExzxDtmA)]   |   Listening to Music
- 아낌없이 주는 나무 1집에 참여한 성악가 박승혁은 고악기 오케스트라를 창단하여 고악기를 통한 클래식음의 오리지널리티를 살리며 대중화에 힘쓰고 있으며, 가수 최도원은 2집 활동이후 솔로 앨범 1, 2집을 발매 하여 활동 하였고, 뮤지컬 프로듀서, 작곡가로 활동하고 있다.

1996 (가수)아낌없이 주는 나무 2집 - 나만의 회상, 너의 허상, 친구에게
[youtube(5DwNnt_SCR4)]  |   Listening to Music
1999 (가수)최도원 솔로 1집 - Flying, 나없는 세상에 남겨진 너에게(duet. 박시은)
[youtube(e7sjVuaeaoc)]  |   Listening to Music
2006 (가수/작사/작곡/편곡)최도원 솔로 2집 - 세상에서 가장여린 나의 친구에게, 사랑하게 되면...이러지 말아야지
[youtube(tQyGyaXjjNQ)]  |   Listening to Music

### [음반 프로듀서]
- 2010 유대성 1집 음반제작

- 2011 성현빈 1집/2집 음반제작

### [뮤지컬 프로듀서/작곡/편곡/음악감독]
YouTube Channel : GGTV | 
- 2012.06 대구국제뮤지컬페스티벌(DIMF) 뮤지컬 창작 당선, 뮤지컬 "주그리우스리"
- 2013.08 서울뮤지컬페스티벌(SMF)-예그린 앙코르 우수작품상 수상, 뮤지컬 "주그리우스리"
- 2014.01 뮤지컬 디스라이프-주그리우스리
- 2014.05 뮤지컬 주그리우스리-딜쿠샤이야기
- 2020.12 뮤지컬 “바람의 노래”
- 2022.11  연극 “휘파람 소리”
- 2023.08 가족뮤지컬 Unique - 검은동굴의 비밀
- 2023.04 연극 “보물찾기”
- 2023.10 연극 “다문화연극 크레파스의 꿈”
- 2023.10 (작곡/편곡/음악감독)연극 “다원+연극 Time to the time”

## 교육활동
- 2020 ABT WG K-Culture Art Education Platform Copyrights 등록(“산학협력 교육시스템 등록 - 한국저작권위원회(C-2020-019911호)”
- 2020, 2021 Musical Master Class - Broadway Meet Up